# White Bird
White Bird (comercializada con el subtítulo A Wonder Story) es una película dramática de coming of age estadounidense de 2024 dirigida por Marc Forster a partir de un guion de Mark Bomback, basada en la novela gráfica de 2019 del mismo nombre de R.J. Palacio. Siendo una secuela de Wonder (2017), la película está protagonizada por Ariella Glaser, Orlando Schwerdt, Bryce Gheisar, Gillian Anderson y Helen Mirren, con Gheisar retomando su papel de Julian de Wonder.
La película fue estrenada en cines por Lionsgate el 4 de octubre de 2024.

## Sinopsis
Después de los eventos de Wonder, Julian dejó Beecher Prep para siempre. Lo visita su abuela de París, quien le cuenta historias de su infancia como una joven judía en la Francia ocupada por los nazis durante la Segunda Guerra Mundial, mientras un compañero de clase y sus padres la ocultaban de los nazis.

## Reparto
- Ariella Glaser como Sara, una joven judía que vive en la Francia ocupada por los nazis
- Helen Mirren como Grandmère, una artista de renombre
- Orlando Schwerdt como Julien, el compañero de clase alemán de Sara, afectado por la polio
- Bryce Gheisar como Julian
- Gillian Anderson como Vivienne, la madre de Julien
- Jo Stone-Fewings como Jean-Paul, el padre de Julien
- Patsy Ferran como Mille Petitjean, la profesora de Sara y Julien
- Stuart McQuarrie como el pastor Luc, el director de la escuela de Sara y Julien.
- Olivia Ross como Rose, la madre de Sara.
- Ishai Golan como Max, el padre de Sara.
- Jem Matthews como Vincent, el amor platónico de Sara
- Jordan Cramond como Jerome

## Producción

### Desarrollo
En octubre de 2019, Lionsgate adquirió los derechos de White Bird: A Wonder Story de R.J. Palacio. Palacio dijo: "el equipo de Lionsgate valora a los artistas y narradores y ha sido crucial para expandir la comunidad de fans que rodea a Wonder. Me han apoyado enormemente mientras escribía White Bird y no podría sentirme más seguro que mi nueva novela gráfica está en las manos creativas adecuadas y en el estudio adecuado". La película está producida por Todd Lieberman y David Hoberman de Mandeville Films. Jeffrey Skoll y Robert Kissel de Participant son productores ejecutivos. Marc Forster fue anunciado como director con Mark Bomback como escritor y productor ejecutivo.

### Casting
En febrero de 2021, se confirmó que Bryce Gheisar retomaría su papel de Julian de la película Wonder de 2017, mientras que Helen Mirren, Gillian Anderson, Orlando Schwerdt y Ariella Glaser se unieron al elenco.

### Rodaje
La fotografía principal comenzó en febrero de 2021 en la República Checa.

## Estreno
White Bird: A Wonder Story estaba inicialmente programada para ser estrenada el 16 de septiembre de 2022, pero luego se retrasó hasta el 14 de octubre de 2022. En septiembre de 2022, Lionsgate eliminó la película de su calendario de estrenos. La película, presentada como un "adelanto", se estrenó en el 43.º Festival de Cine Judío de San Francisco el 30 de julio de 2023, con una introducción grabada por el productor Lieberman.
En enero de 2023, se anunció que White Bird se estrenaría de forma limitada el 18 de agosto de 2023, seguido de un estreno nacional el 25 de agosto de 2023. Sin embargo, en julio de 2023, como resultado de la huelga SAG-AFTRA, Lionsgate retrasó el lanzamiento hasta una fecha no especificada en el cuarto trimestre de 2023. En diciembre de 2023, Lionsgate modificó la fecha de la película para el 4 de octubre de 2024. Fue estrenada en Italia y Croacia el 4 de enero de 2024.